# Ю-Ги-О! (игра с карти)
Yu-Gi-Oh! е игра с карти. Целта на играта е да се свалят жизнените точки на противника като се използват стратегии, включващи карти с ефекти, магически карти или карти капани.
„Колода“ (deck) – така се нарича игралното тесте, което може да съдържа от 40 до 60 карти. Всяка карта може да се съдържа в тестето максимум 3пъти(да има три еднакви карти) . В тестето се съдържат три вида карти, които са: чудовища, магии и капани.
- Playing Field – поле, на което се играе играта.
- Extra deck – тесте със специални чудовища Fusion, Synchro, Xyz, Pendulum и Link.
- Graveyard – поле за унищожени, пожертвани, дискарднати или чудовища използвани за призоваване на чудовища от допълнителното тесте. Там се поставят и картите магия и капани с изхабени ефекти или тези, които са унишожени, дискарднати или използвани за активиране на друг ефект.
- Monsters zones – там се призовават чудовища в атака, защита или с лице надолу. Максимумът на чудовищата, които могат да се поставят е пет.
- Spell/Trap zones – Там се слагат карти магии и капани. Те се намира под чудовищната зона.